# Monteparano
Monteparano község (comune) Olaszország Puglia régiójában, Taranto megyében, Tarantótól keletre, a Murgia-fennsíkon.

## Története
A régészeti kutatások szerint már a neolitikumban lakott vidék volt. Tarentumhoz való közelsége miatt az ókorban a város lakossága temetkezett a vidéken, erre utalnak a feltárt görög sírkamrák. A 4. századig lakott vidék volt. A 13. századig terjedő periódusról nem maradt fenn történelmi ismeretanyag. Valószínűsítik, hogy lakatlan volt. A 13. századtól kezdve népesült be ismét, majd a 14-15. században jelentős számú albán menekült telepedett le Monteparanóban. Az évszázadok során befolyásos tarantói nemesi családok birtokolták. Önállóvá 1816-ban vált, amikor felszámolták a feudalizmust.

## Népessége
A népesség számának alakulása:

## Főbb látnivalói
- Castello dei d’Ayala Valva - a 16. század első felében épült erődítmény.
- Maria SS. Dell’Annunziata-templom - a 17. században építették az albánok.